# Carrasca

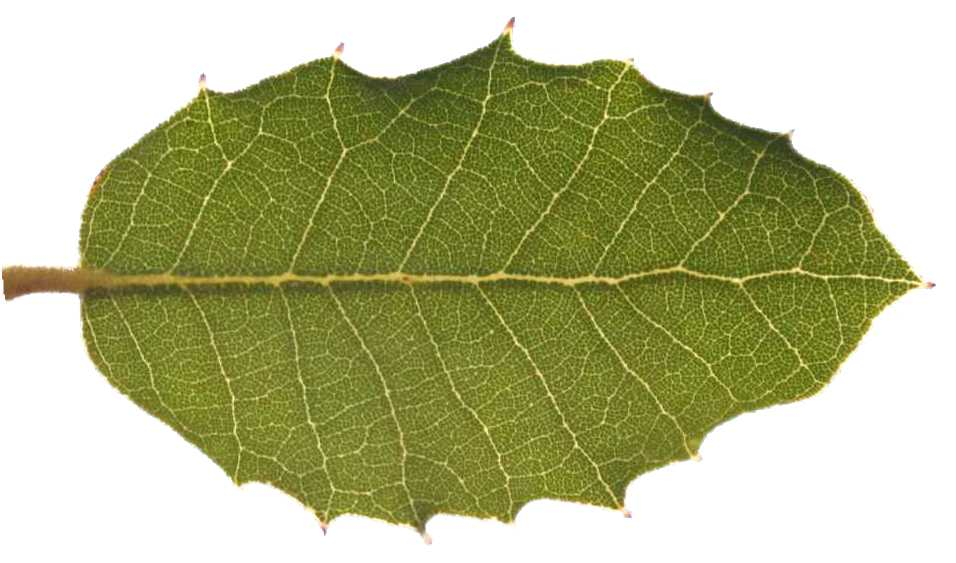
Fulla característica d'una carrasca

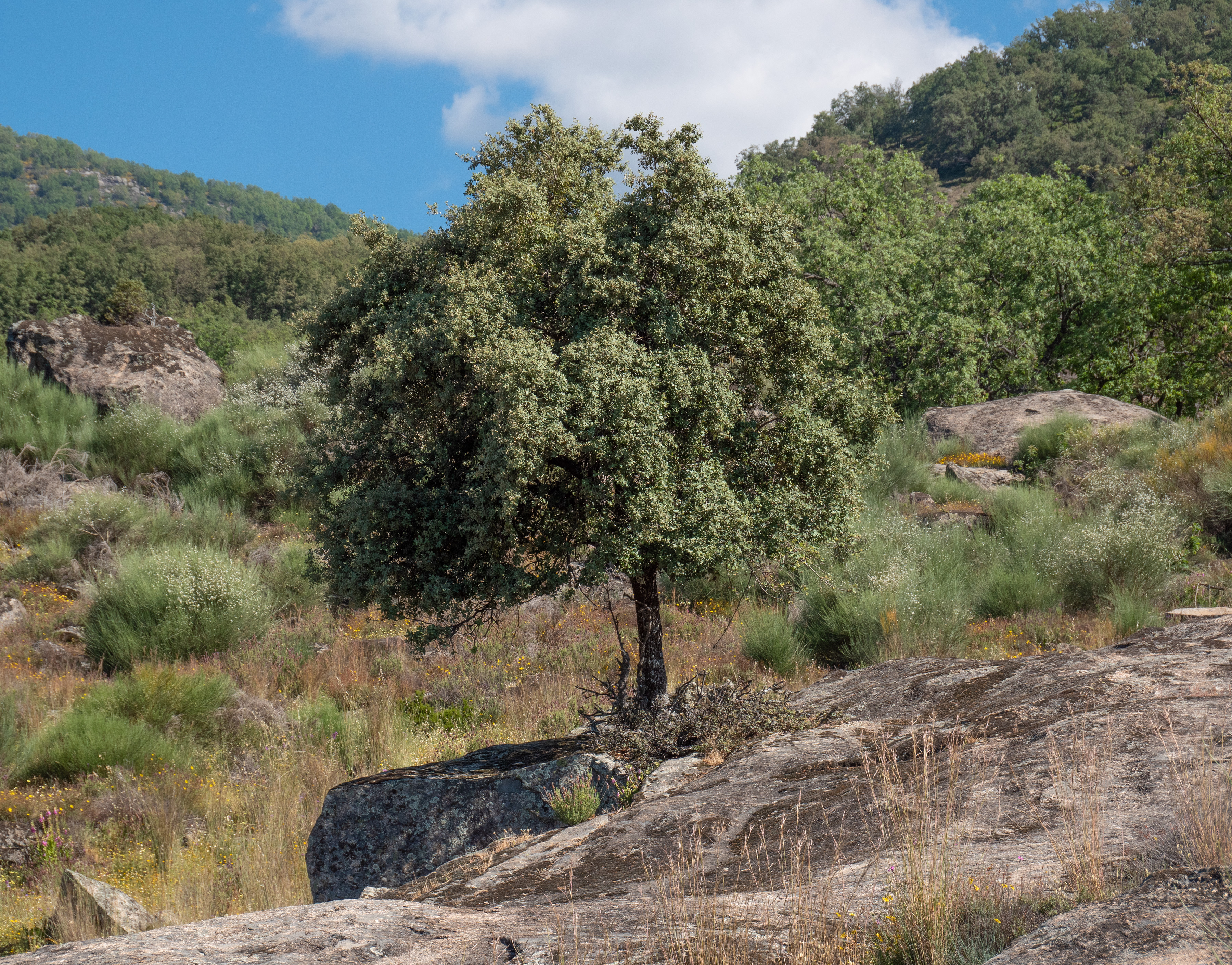
carrasca

La carrasca és un arbre de la família de les fagàcies, molt semblant a l'alzina (Quercus ilex). Fins fa pocs anys es considerava que la carrasca i l'alzina eren subespècies de la mateixa espècie però actualment es consideren espècies separades tot i que també hi ha amb freqüència híbrids espontanis entre les dues espècies.
La seva capçada és densa i el seu port acostuma a ser menor que l'alzina. Les fulles són curtes i amplament ovato-el·líptiques verdes a grisenques a l'anvers més o menys pubescent i gris tomentós al revers amb de 5 a 8 parells de nervis laterals. Com l'alzina és una planta monoica, les flors masculines formen aments i les femenines són menudes i aïllades. L'aglà sovint és dolça i comestible (el gust, un cop extreta la pell marró que és amargant, recorda lleugerament el de la castanya).
Sinonímies: Quercus ballota, Quercus rotundifolia i Quercus ilex ballota. En català també se l'anomena carrascla, alzina glanera o alzina de glans dolces

## Distribució geogràfica
Es troba fonamentalment i s'adapta bé al clima mediterrani interior de tendència continental. Viu des del nivell del mar fins als 1.700 metres d'altitud.
Distribució als Països Catalans: contrades mediterrànies seques, on és molt comú a tot el País Valencià, el ponent del Principat de Catalunya i de forma cultivada o rarament subespontània a les Illes Balears (Eivissa).
El Carrascar de la Font Roja, a la Serra del Menejador (Alcoià) és un dels boscs de carrasca o carrascars més representatius del País Valencià.
La Carrasca de Culla, a l'Alt Maestrat, és potser la carrasca monumental més destacada del País Valencià.